# Szemere-kormány
A Szemere-kormány Magyarország második felelős, első szabadon választott kormánya volt, mely 1849. május 2. és augusztus 11. között volt hivatalban. A Magyar Állam államfője, Kossuth Lajos kormányzó-elnök Szemere Bertalant, a Batthyány-kormány belügyminiszterét kérte föl kormányalakításra. 
A kormányt hivatalosan Szemere vezette, azonban a valódi hatalmat Kossuth gyakorolta. A kormány tagjai a hadügyminiszterek kivételével nem változtak.

## Története
A kormány hivatalba lépése után megszüntette a statáriumot, visszarendelte a  kormánybiztosokat, továbbfejlesztette a jobbágyfelszabadítást. 1849. július 29-én elfogadta a nemzetiségi törvényt, amely szabad nyelvhasználatot engedélyezett a nemzetiségeknek a helyi közigazgatásban és az oktatásban. Célja ezzel a humanitárius indíttatáson túl, a nemzeti kisebbség megnyerése volt.
Bukását az 1848–49-es forradalom és szabadságharc leverése okozta, ami után egészen 1867. február 20-ig kellett várni a következő felelős magyar kormány, az Andrássy-kormány megalakulására.

## A kormány tagjai
A kabinet az alábbi kormánytagokból állt:
| Tisztség                                          | Miniszter                               | Miniszter                                                           | Hivatal kezdete            | Hivatal vége               | Párt           | Párt |
| ------------------------------------------------- | --------------------------------------- | ------------------------------------------------------------------- | -------------------------- | -------------------------- | -------------- | ---- |
| Miniszterelnök                                    |                                         | szemerei Szemere Bertalan                                           | 1849. május 2.             | 1849. augusztus 11.        | Ellenzéki Párt |      |
| Belügyminiszter                                   |                                         | szemerei Szemere Bertalan                                           | 1849. május 2.             | 1849. augusztus 11.        | Ellenzéki Párt |      |
| Külügyminiszter                                   |                                         | németújvári gróf Batthyány Kázmér                                   | 1849. május 2.             | 1849. augusztus 11.        | Ellenzéki Párt |      |
| Földművelés-, ipar- és kereskedelemügyi miniszter |                                         | németújvári gróf Batthyány Kázmér                                   | 1849. május 2.             | 1849. augusztus 11.        | Ellenzéki Párt |      |
| Pénzügyminiszter                                  |                                         | Duschek Ferenc                                                      | 1849. május 2.             | 1849. augusztus 11.        | Független      |      |
| Igazságügy-miniszter                              |                                         | berekszói Vukovics Sebő                                             | 1849. május 2.             | 1849. augusztus 11.        | Ellenzéki Párt |      |
| Hadügyminiszter                                   |                                         | Ideiglenesen pacséri Mészáros Lázár altábornagy (1796–1858)         | 1849. április 14.          | 1849. április 28.          | Békepárt       |      |
| Hadügyminiszter                                   |                                         | Ideiglenesen Damjanich János vezérőrnagy (1804–1849)                | 1849. április 28.          | 1849. április 28.          | Hadsereg       |      |
| Hadügyminiszter                                   |                                         | Ideiglenesen pacséri Mészáros Lázár altábornagy (1796–1858)         | 1849. április 28.          | 1849. április 30./május 6. | Békepárt       |      |
| Hadügyminiszter                                   |                                         | Görgei Artúrt helyettesíti Klapka György honvédtábornok (1820–1892) | 1849. április 30./május 6. | 1849. május 26.            | Hadsereg       |      |
| Hadügyminiszter                                   |                                         | görgői és toporci Görgei Artúr altábornagy (1818–1916)              | 1849. május 26.            | 1849. július 7.            | Hadsereg       |      |
| Hadügyminiszter                                   | Üres 1849. július 7. – 1849. július 14. |                                                                     |                            |                            |                |      |
| Hadügyminiszter                                   |                                         | Aulich Lajos vezérőrnagy (1792–1849)                                | 1849. július 14.           | 1849. augusztus 11.        | Hadsereg       |      |
| Vallás- és közoktatásügyi miniszter               |                                         | Horváth Mihály püspök                                               | 1849. május 2.             | 1849. augusztus 11.        | Független      |      |
| Közmunka- és közlekedésügyi miniszter             |                                         | Csány László                                                        | 1849. május 2.             | 1849. augusztus 11.        | Ellenzéki Párt |      |